# Cuarto (unidad de masa)
El cuarto es una unidad de masa inglesa que en inglés se llama quarter. Se abrevia qtr.
Existen 2 tipos:
- Cuarto estadounidense o corto: Llamado short quarter, utilizado en los Estados Unidos y equivalente a 226,796185 kg, además de:
  - 3.500.000 granos
  - 128.000 dracmas avoirdupois
  - 8.000 onzas avoirdupois
  - 500 libras avoirdupois
  - 20 arrobas
  - 5 quintales cortos
  - 0,25 toneladas cortas

- Cuarto británico o largo: Llamado long quarter, utilizado en el Reino Unido y equivalente a 254,0117272 kg, además de:
  - 3.920.000 granos
  - 143.360 dracmas avoirdupois
  - 8.960 onzas avoirdupois
  - 560 libras avoirdupois
  - 40 stones
  - 5 quintales largos
  - 0,25 toneladas largas